# フォイルズ

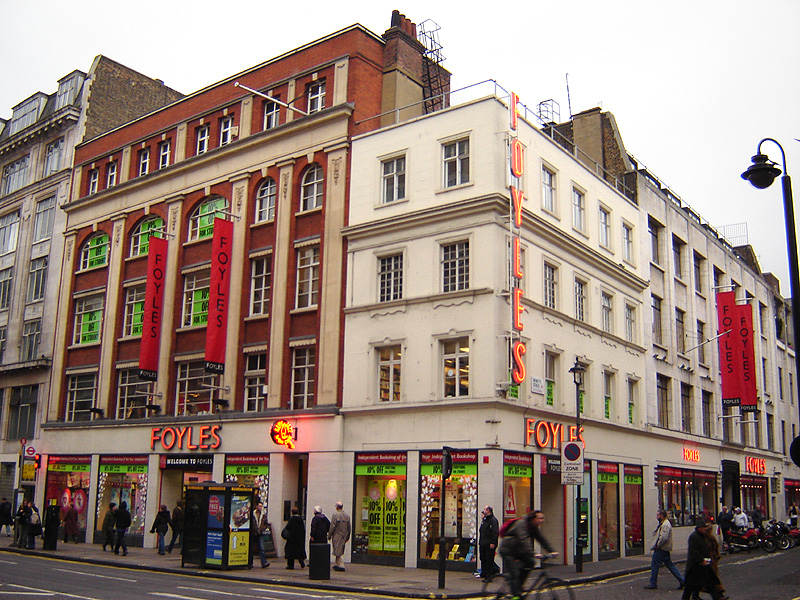
チャリング・クロスにあるフォイルズの本店（2006年）

W&Gフォイルズ (W & G Foyle Ltd.) は、英国ロンドンのソーホーに存在する老舗書店。一般にはフォイルズ (Foyles) と略して言及されることが多い。日本ではフォイル書店、フォイルなどとも称される。
1903年、公務員試験に失敗したウィリアム・フォイルとギルバート・フォイル兄弟が大量に所持していた受験用の教科書を売却したところ、在庫以上の注文を受けたことが店を開くきっかけとなった。自宅での古本販売に始まって、1906年からチャリング・クロスの113-119番地に店舗を構え、現在では英国一の書店にまで成長している。
本棚の専有面積と書籍の数に関して、世界最大の書店としてギネスに登録されていた。現在でも英国内では最大級の書店である。ロンドン市民だけでなく観光スポットにもなっている。
フォイルズは豊富な品揃えだけでなく、次に示すような経営姿勢によっても有名であった。
- 店舗はチャリング・クロスの本店のみで支店は無い。
- 本棚における書籍の配置は、分野や著者ではなく出版社別。
- 書籍を購入する際には三度列に並ぶ必要がある。（注文書、支払い、受け取りがそれぞれ別のカウンター）
- 電話番号が公表されているが、これは書店が電話をとらないことを伝えるメッセージを流す為である。
- 売れ行きが悪く絶版となった本も売れるまで棚に並べている。

1999年にオーナーのクリスティーナ・フォイルが死去し、その従兄弟のクリストファーが経営権が握ると、それまで拒み続けていた近代化に着手し始め、経営の効率化が達成された。
文学を議論するランチョンを1930年から開催していることでも知られる。 2005年にはサウス・バンクのロイヤル・フェスティヴァル・ホールにおいて開催された。
日本の東京の八重洲ブックセンターは店の姉妹店である。

## 豆知識
- イギリス・ITV制作の刑事ドラマ『刑事フォイル』（原題: Foyle's War）の主人公クリストファー・フォイルの名は、この店のオーナーであったクリスティーナ・フォイルの名から取られたものである（クリスティーナの男性名形がクリストファー）。クリスティーナの跡を継いだクリストファー・フォイルは主人公と同名であり、この縁からドラマにカメオ出演している。